# Borba, Amazonas
Borba là một đô thị thuộc bang Amazonas, Brasil. Đô thị này có diện tích 44251,19 km², dân số năm 2007 là 25762 người, mật độ 0,58 người/km².